# 독립야구단 경기도리그
독립야구단 경기도리그(Independent Baseball Team Gyeonggi-do League)는 2018년 말 창립하여 경기도야구소프트볼협회에서 주관하는 경기도 내 지역을 연고로 삼는 독립야구단의 리그이다. 첫 시즌인 2019년에는 기존의 GCBL 소속팀인 성남, 고양, 양주와 KDL 소속팀인 연천, 파주가 참가했다. 그 중 양주는 팀 사정상 후반기부터 불참하였고, 사실상 해체되어 4개팀이 리그를 진행했다. 
2018년에는 독립야구단 경기도리그와 별개로 진행되는 경기도독립야구연맹리그가 존재했으나 한 시즌만 진행되고 폐지되었다. 

## 2024년 리그 참가팀
| 팀              | 연고지 | 홈 경기장                   | 창단 연도 | 리그 참가 | 감독   |
| --------------- | ------ | --------------------------- | --------- | --------- | ------ |
| 고양 원더스     | 고양   | 에이스볼파크                | 2017년    | 2019년    | 김동현 |
| 연천 미라클     | 연천   | 선곡 베이스볼파크           | 2015년    | 2019년    | 김인식 |
| 파주 챌린저스   | 파주   | 교하야구장                  | 2017년    | 2019년    | 최기문 |
| 성남 맥파이스   | 성남   | 탄천종합운동장 야구장       | 2019년    | 2020년    | 신경식 |
| 가평 웨일스     | 가평   | 가평종합운동장 야구장       | 2021년    | 2021년    | 진야곱 |
| 포천 몬스터     | 포천   | 미정                        | 2022년    | 2022년    | 서경환 |
| 수원 파인이그스 | 수원   | 미정                        | 2022년    | 2023년    | 조범현 |
| 화성 코리요     | 화성   | 화성 히어로즈 베이스볼 파크 | 2024년    | 2024년    | 장원진 |

## 역대 우승팀
| 시즌 | 우승팀              |
| ---- | ------------------- |
| 2019 | 성남 블루팬더스     |
| 2020 | 파주 챌린저스       |
| 2021 | 스코어본 하이에나들 |
| 2022 | 연천 미라클         |
| 2023 | 연천 미라클         |
| 2024 | 연천 미라클         |

## 해체된 팀
- 수원 로보츠 (리그 참가 전 해체)
- 용인 스텔스 (리그 참가 전 해체)
- 성남 블루팬더스 (2019년 해체)
- 양주 레볼루션 (2019년 해체)
- 의정부 신한대학교 피닉스 (2020년 해체)
- 용인시 빠따형 독립야구단 (2020년 해체)
- 스코어본 하이에나들 (2021년 해체)
- 수원 드림즈 (리그 참가 전 해체)

## 같이 보기
- 경기도 챌린지 리그
- KDL